# إغناثيو أفيليس
إغناثيو أفيليس (بالإسبانية: Ignacio Avilés) هو لاعب كرة قدم أوروغواياني في مركز الوسط، ولد في 23 مايو 1992 في مونتيفيديو في الأوروغواي. شارك مع منتخب الأوروغواي تحت 17 سنة لكرة القدم. أما مع النوادي، فقد لعب مع ميرامار ميشنس ونادي دانوبيو.

## وصلات خارجية
- إغناثيو أفيليس على موقع الاتحاد الدولي (مؤرشف)  (الإنجليزية)
- إغناثيو أفيليس على موقع إي إس بي إن إف سي (الإنجليزية)
- إغناثيو أفيليس على موقع قاعدة بيانات كرة القدم.إي يو (الإنجليزية)
- إغناثيو أفيليس على موقع Soccerway.com (الإنجليزية)
- إغناثيو أفيليس على موقع AS.com (الإسبانية)